# Бидыловское водохранилище
Бидыловское водохранилище (укр. Бідилівське водосховище) — небольшое русловое водохранилище на левом притоке реки Мерчика. Расположено в Краснокутском районе Харьковской области, близ села Бидыло. Водохранилище построено в 1977 году по проекту Харьковского экспедиции Укргипроводхоз. Назначение — увлажнение осушенных земель в поймах рек Мерла и Мерчик, рыборазведения и техническое водоснабжение Дублянского спиртозавода. Вид регулирования — многолетнее.

## Основные параметры водохранилища
- Нормальный подпорный уровень — 129,2 м;
- Форсированный подпорный уровень — 130,8 м;
- Полный объём — 1 770 000 м³;
- Полезный объём — 1435000 м³;
- Длина — 4,15 км;
- Средняя ширина — 0,177 км;
- Максимальные ширина — 0,28 км;
- Средняя глубина — 2,19 м;
- Максимальная глубина — 6,50 м.

## Основные гидрологические характеристики
- Площадь водосборного бассейна — 71,0 км².
- Годовой объём стока 50 % обеспеченности — 2 280 000 м³.
- Паводковый сток 50 % обеспеченности — 1 760 000 м³.
- Максимальный расход воды 1 % обеспеченности — 61 м³/с.

## Состав гидротехнических сооружений
- Глухая земляная плотина длиной 307 м, высотой — 10,8 м, шириной — 10 м. Заделка верхового откоса — 1:5, низового откоса — 1:2,5.
- Шахтный водосброс из монолитного железобетона высотой — 7,7 м, размерами 2 (3×5) м.
- Водоотводная труба двухпотоковая, размерами 2 (2,5×2,1) м.
- Рекомендуемый водовыпуск из двух стальных труб диаметром 500 мм, совмещённый с шахтным водосбросом. Две защёлки водосброса расположены в водосбросной шахте. Расчётный расход — 2,8 м³/с.

## Использование водохранилища
Водохранилище было построено для орошения в колхозах им. Горького и «Дружба». В настоящее время используется для рыборазведения. Водохранилище находится на балансе Краснокутского межрайонного управления водного хозяйства.